# Cleveland Tractor Company
Cleveland Tractor Company (Cletrac) est un fabricant américain de tracteur agricole.